# كلب راكوني شائع
الكلب الراكوني الشائع (Nyctereutes procyonoides) هو أحد أنواع الكلبيات الذي ينتشر في أوروبا الشرقية وآسيا الشرقية والشبيه بحيوان الراكون الغاسل، وهو النوع الوحيد من فصيلة الكلبيات الذي يعتبر البيات الشتوي ميزة فيه. وهو الممثل لجنس الكلب الراكوني Nyctereutes.

## الوصف الجسدي
للكلب الراكوني جسم ممثلئ ذو رجلين قصيرتين ذو فرو سميك وطويل، أما طوله فيتراوح بين 50 و 70 سنتميترا والارتفاع حوالي 30 سنتميترا. عكس الراكون الغاسل فإنه يملك ذيلا طويلا وأرق من الأول، وكذا وزنه الذي يختلف حسب الجنس والفصل والعمر أيضا فوزنها في الصيف ما بين 4 و 6 كيلوغرامات أما في الشتاء ما بين 6 و 10 كيلوغرامات.

## الوضع وطريقة العيش
التكاثر يحدث عادة بين شباط/فبراير ونيسان/أبريل، ولكن تختلف تبعا للمكان الذي يقع عليه الحمل تستمر نحو شهرين. ثم تضع ما بين 6 و 12 جروا. بعد أربعة أسابيع، يمكن للأطفال إطعام أنفسهم، ولكن ترضع لمدة شهرين. وأخيرا، تصبح ناضجة في سن سنة واحدة. الكلاب الراكونية هي ليلية، وهو ما يعني أنها تنشط ليلا. غالبا ما تعيش منعزلة أو في مجموعات صغيرة. وبعبارة أخرى، فإن الراكون في نمط الحياة تقريبا نفس الراكون.

## الأهمية الاقتصادية للبشر
يعتبر فرائه من بين أثمن السلع في السوق السوداء، لكنه من بين الحيوانات التي تنقل داء الكلب وبهذا فإنه مصدر للأمراض.

## السلالات
هناك خمس سلالات الكلب الراكوني معترف بها وهي :
| السلالة                               | واضع الاسم   | الوصف | مناطق الوجود                                  | مترادفات                                                                   |
| ------------------------------------- | ------------ | --- | --------------------------------------------- | -------------------------------------------------------------------------- |
| Nyctereutes procyonoides koreensis    | موري، 1922   | ينتج نوعية فراء سيئة | كوريا                                         |                                                                            |
| Nyctereutes procyonoides orestes      | ثوماس، 1923  | | يونان (الصين) (الصين)                         |                                                                            |
| Nyctereutes procyonoides ussuriensis  | ماتششي, 1907 | متميزة عن N. a. procyonides بحجمها وكثافتها الأكبر وشعرها الأطول | روسيا (منطقتي أسوري وأمور)، شمال الصين وكوريا |                                                                            |
| Nyctereutes procyonoides viverrinus   | بيرد, 1904   | سلالة صغيرة بجمجة وأسنان أصغر عن تلك لدى N. p. ussuriensis، ولديها أنعم جلد بين الكلاب الراكونية. هناك بعض الجدل في الأوساط العلمية حوا الانتواع بين السلالات الأخرى للكلب الراكوني والسلالة اليابانية للاختلاف في الصبغي و الوزن والسلوك , ينبغي النظر للكلب الراكوني الياباني كنوع منفصل عن السلالات الأخرى . وأكد التحليل الجيني التسلسلات الفريدة للحمض النووي للمتقدرات، مصنفاً الكلب الراكوني الياباني نوعًا منفصلاً متميزًا، بناءً على الأدلة من الإزفاءات الروبتونسية الثمانية . رفض الاتحاد العالمي للحفاظ على الطبيعة تصنيف الكلب الراكوني الياباني كنوع منفصل في في مؤتمر مجموعة كانيد للبيولوجيا والحفاظ في سبتمبر 2001 , لكن لا يزال وضعه مثير للجدل، بناءً على المجين المرن . | اليابان                                       | ألبوس (هورنداي, 1904)                                                      |
| Nyctereutes procyonoides procyonoides | تيمينك, 1838 | سلالة مرشحة | باقي أسياkalininensis                         | كالينينينسيس (سوروكين, 1958) سينينسيس (براس, 1904) ستيغماني (ماتششي, 1907) |